# ŠK Lozorno

ŠK Lozorno là một câu lạc bộ bóng đá Slovakia, đến từ thị trấn Lozorno. Câu lạc bộ được thành lập năm 1922.

## Cầu thủ đáng chú ý
Từng thi đấu cho các đội tuyển quốc gia tương ứng. 
- Kamil Susko